# Pierre Weiss (aviateur)
Pour les articles homonymes, voir Weiss et Pierre Weiss.
Pierre Théodore Weiss, né à Colmar le 17 octobre 1889 et mort le 7 août 1970 à Antibes, est un aviateur militaire, poète et écrivain français. Il est le cousin de Louise Weiss, qu'il décrit comme « une femme énergique et d'un mérite certain ».

## Biographie
Après des études brillantes à la faculté de lettres de Nancy, il se destine au barreau. En 1914[réf. nécessaire], il est sous-lieutenant de chasseurs à Lunéville. Il passe dans l'aviation et est breveté pilote en 1915. Il reçoit sept citations, puis la Légion d’honneur.
Après la guerre, il reste dans l'aviation. En 1923, il réussit le premier ravitaillement en vol réalisé en France. Le 21 mai 1927, alors commandant, il assiste en compagnie du sergent de Troyer à l'atterrissage de Charles Lindbergh sur l'aérodrome du Bourget. Ils réussissent à l'arracher à la foule, à le mettre dans une voiture Renault pour le conduire au bureau du commandant.
Il expérimente des vols à haute altitude, avec des appareils équipés de turbocompresseurs.
En 1929, il bat le record du monde de vitesse en circuit fermé sur 5 000 kilomètres, en 27 heures de vol avec le chef de bataillon Lucien Girier. C'est également à ses côtés qu'il effectuera la toute première liaison postale entre la France et les Indes françaises, volant d'Istres à Souttoucany avec un Breguet 19 TR Bidon, à moteur Hispano-Suiza, de 600 chevaux de puissance, entre le 17 janvier et le 28 janvier 1930.
En 1930, il remporte la coupe Bibesco : liaison Paris-Bucarest, encore avec Lucien Girier.

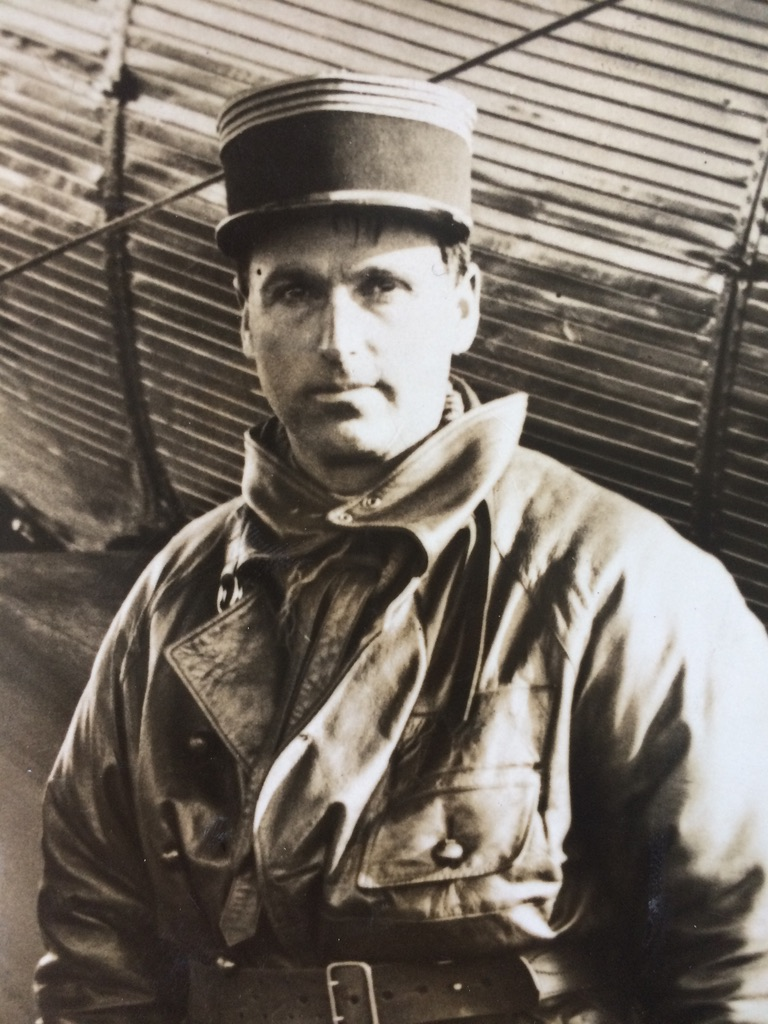
Le commandant Weiss au retour d'un raid aérien.

Il réalise les premières liaisons aériennes entre Paris et Pondichéry, Paris et Addis-Abeba, Paris et Brazzaville.
Une grande partie de sa carrière se passe en Algérie et en Afrique. Le premier, il survole le Sahara et effectue la liaison Alger-le Tchad, en groupe.
En juin 1932, il se trouve à Biskra, chez le général Simon Joseph Charles Sarton du Jonchay lors de l’escale forcée, et dernière, de Léna Bernstein.
Il est promu général en juillet 1938. Il commande la région aérienne de Tunisie lorsqu'il se rallie à la France libre. En mars 1944, il est commissaire du gouvernement à Alger. À ce titre, il prononce le réquisitoire contre Pierre Pucheu, ancien ministre de l'Intérieur du gouvernement de Vichy. Du 1er septembre 1944 au 24 juin 1945, il commande la cinquième région aérienne (Alger).
Après la guerre, il est délégué en Algérie du ministre de l'armement Charles Tillon qui l'élève à la dignité de Grand officier de la Légion d'Honneur (voir lettre au colonel Paquier ci-après à droite).

Il prône dès 1948 l'égalité politique entre tous les algériens sans distinction d'origine : 

« Idem dans le Maghreb où je condamne l'Union française, laquelle ne peut être dirigée que contre les arabes, alors qu'il fallait au contraire s'ingénier à aller aux urnes avec son programme, ses hommes, son drapeau, dans chaque parti-arabes et français mêlés" »

.
Puis il exerce en tant qu'avocat à la cour d'appel d'Alger et quitte l'Algérie à l'indépendance pour s'installer à Antibes.

## Œuvres
- Commandant Pierre Weiss, Les Charmeurs de nuages. Notes pour servir à l'histoire des énergies de l'air. Paris, Louis Querelle éditeur, 1928
- Commandant Pierre Weiss, La Bataille de l’Atlantique. Notes pour servir à l'histoire des énergies de l'air. Paris, Eugène Figuière éditeur, 1928
- Commandant Pierre Weiss, L'Espace. Notes pour servir à l'histoire des énergies de l'air. Paris, Louis Querelle éditeur, 1929
- Lieutenant-colonel Pierre Weiss, Le poitrail bleu du Sagittaire, Paris, Louis Querelle éditeur, 1931
- Pierre Théodore Weiss, L’hallucinante Afrique Française, Paris, Louis Querelle éditeur, 1934
- Colonel Pierre Weiss, Le Secret du sud, Paris, Berger-Levrault, 1937
- Général Pierre Weiss, Escales et Paysages, Paris, Grasset, 1939
- Général Pierre Weiss, Les Contes du croissant de lune, Alger, Chaix, 1942

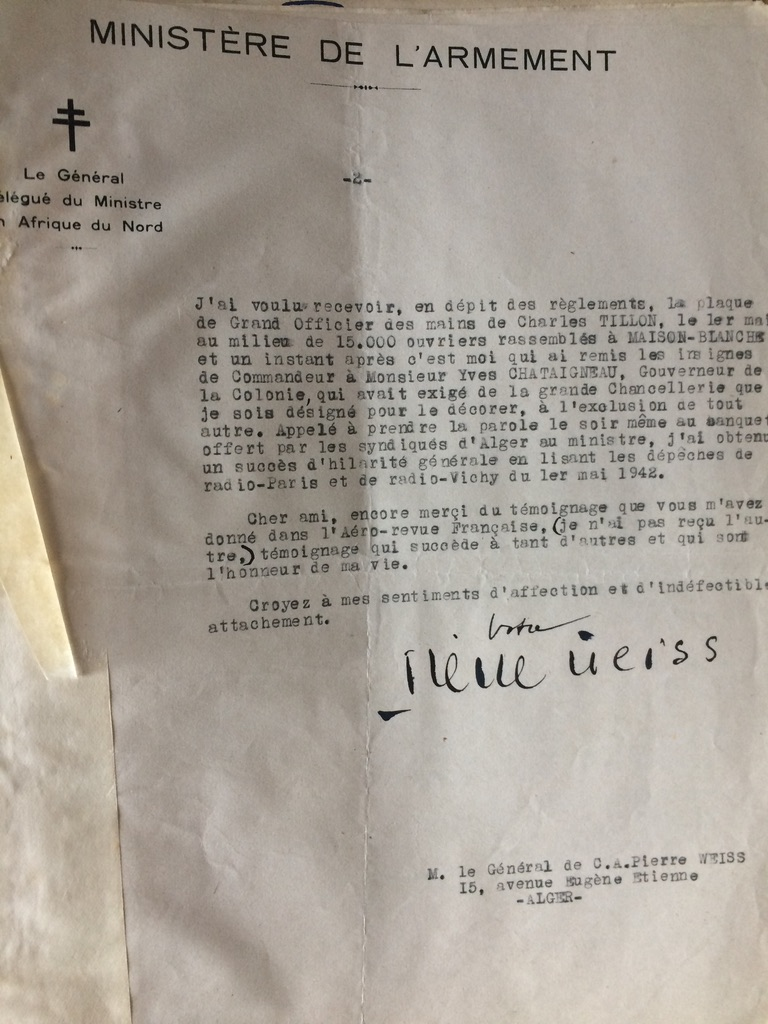
Lettre au colonel Paquier pour lui annoncer son élévation à la dignité de Grand Croix de la Légion d'honneur par le ministre Charles Tillon